# Mazda 2
La Mazda 2 est une citadine polyvalente du constructeur automobile japonais Mazda. La Mazda 2 a succédé à la Mazda 121. Elle est vendue sous le nom Demio au Japon.

### Mazda Demio I (1996-2002)

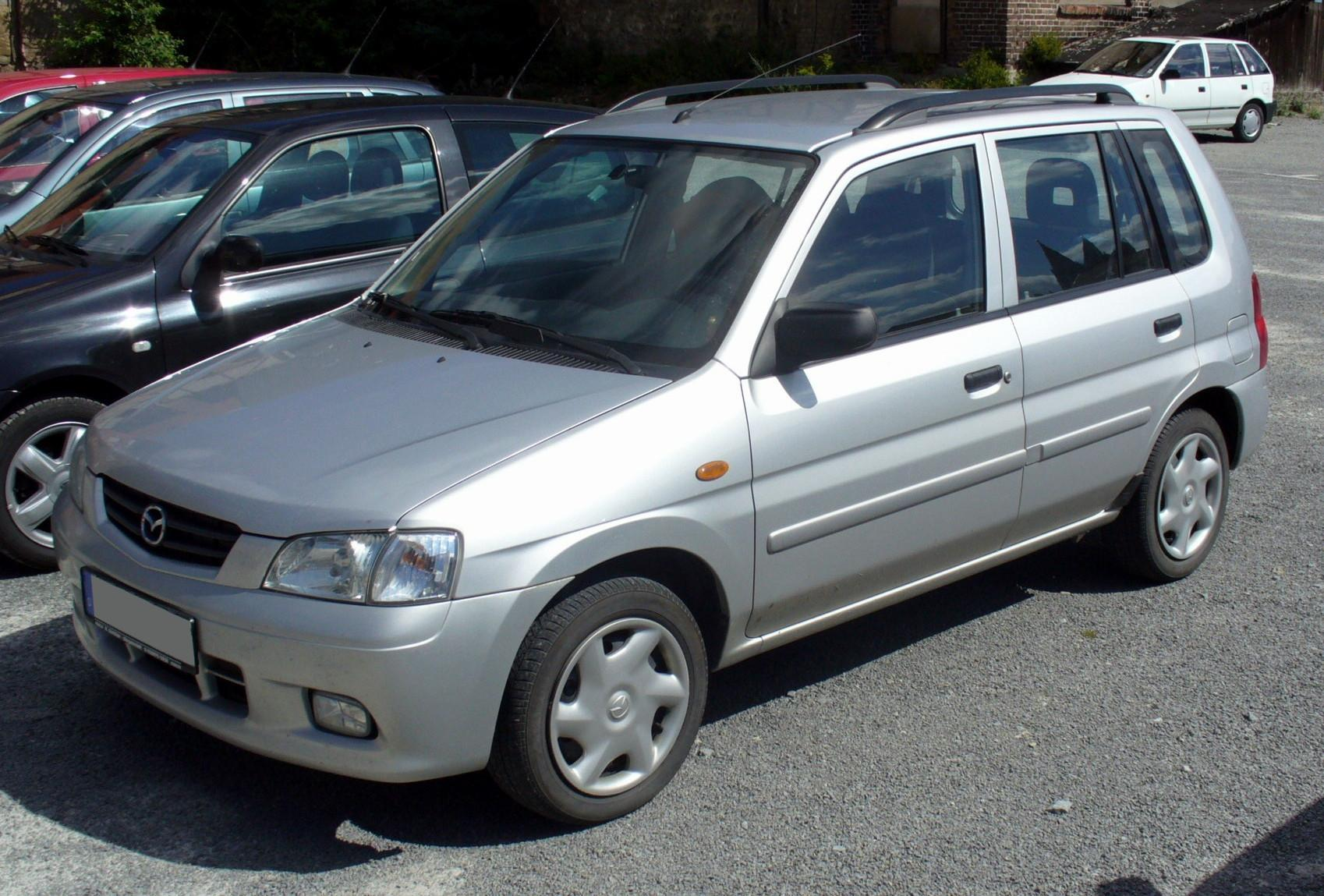
Mazda Demio I Phase 1

## Première génération DY (2002 - 2007)
La première génération de la Mazda 2 est commercialisée début 2003. Elle s'appelle Demio de seconde génération au Japon. En Europe, elle remplace à la fois la Mazda Demio et la Mazda 121 (une Ford Fiesta de quatrième génération rebadgée).
D'une longueur et d’une largeur comparable à la Ford Fiesta de cinquième génération aux côtés de laquelle elle est fabriquée dans l'usine Ford d'Almussafes, en Espagne, la Mazda 2 offre une habilité accrue grâce à une hauteur supérieure de 9 cm. L’offre moteur comprend exclusivement des 4 cylindres.

### Finitions

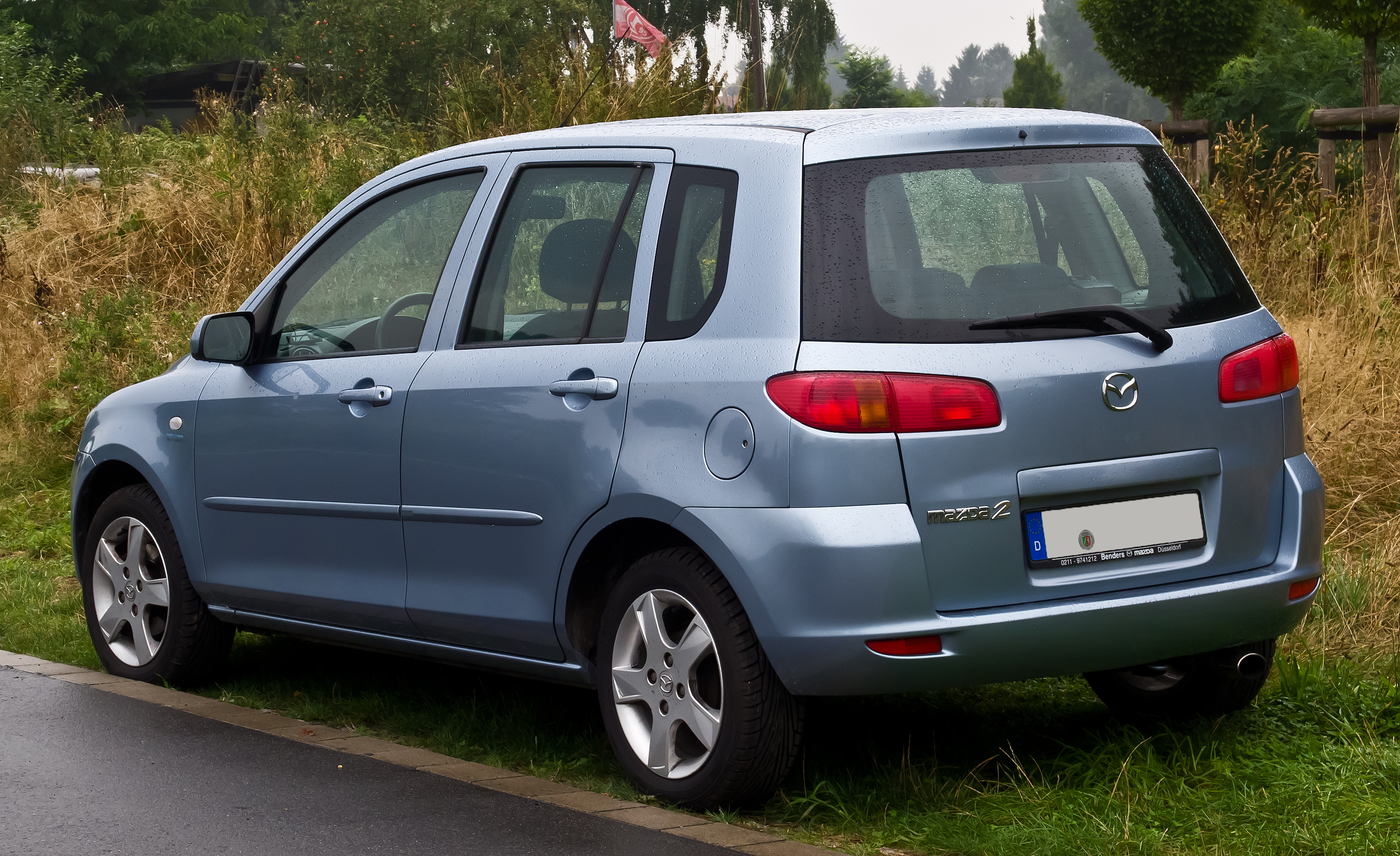
Mazda 2 I

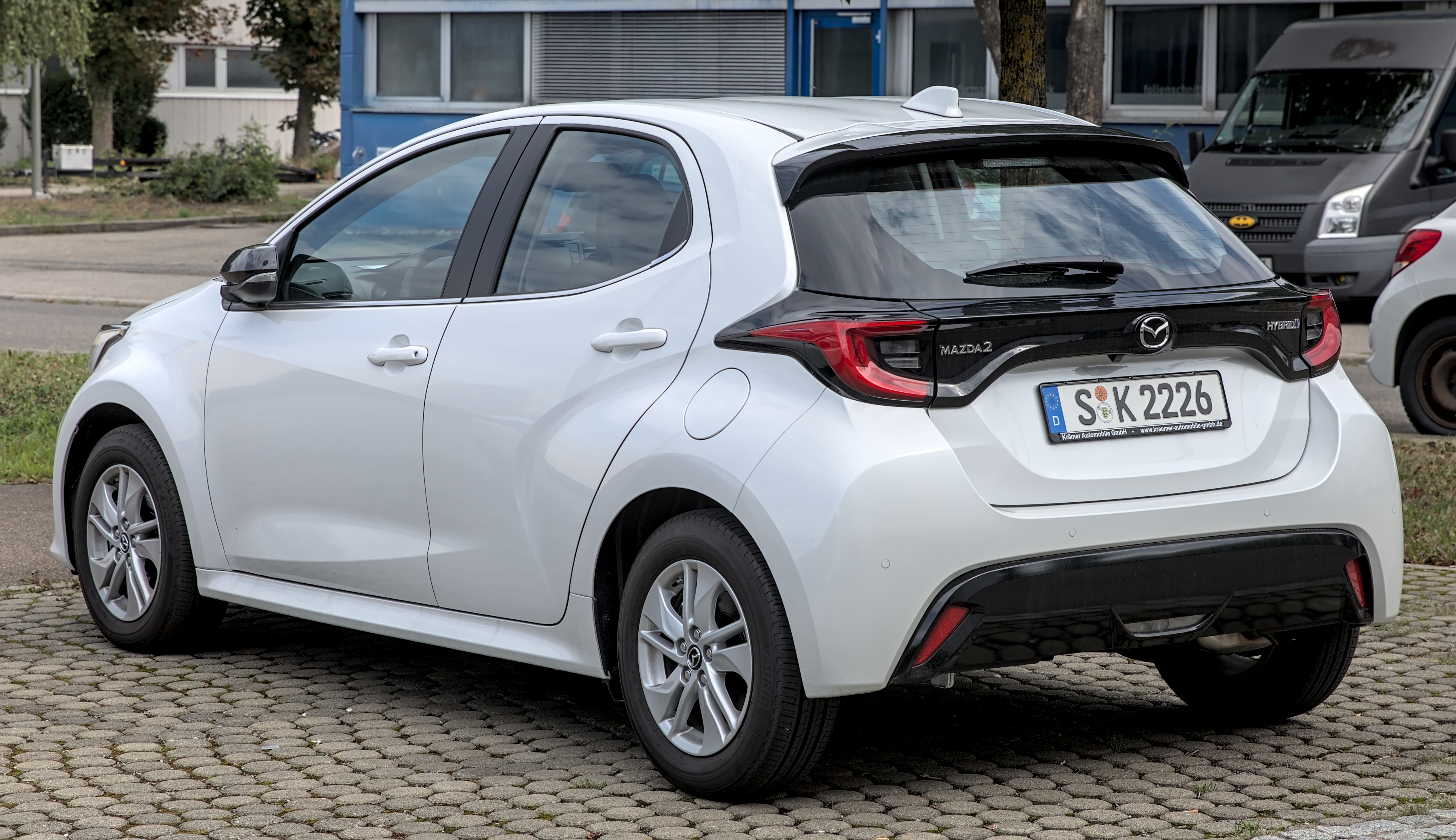
Mazda 2 4e génération

En France, la Mazda 2 est disponible en trois niveaux de finition à son lancement. L’équipement de série, finition Harmonie, comprend : des airbags frontaux, un système de répartition électronique de freinage, l’ABS, un système de freinage d’urgence, cinq appuis-têtes, des vitres teintés, des pare-chocs couleur carrosserie, une banquette arrière rabattable 2/3-1/3, des portes gobelets, la direction assistée, autoradio RDS, le verrouillage électrique, des vitres avant électriques et un système audio 2 haut-parleurs.
La finition Harmonie Clim ajoute : des airbags latéraux, la climatisation et un lecteur CD.

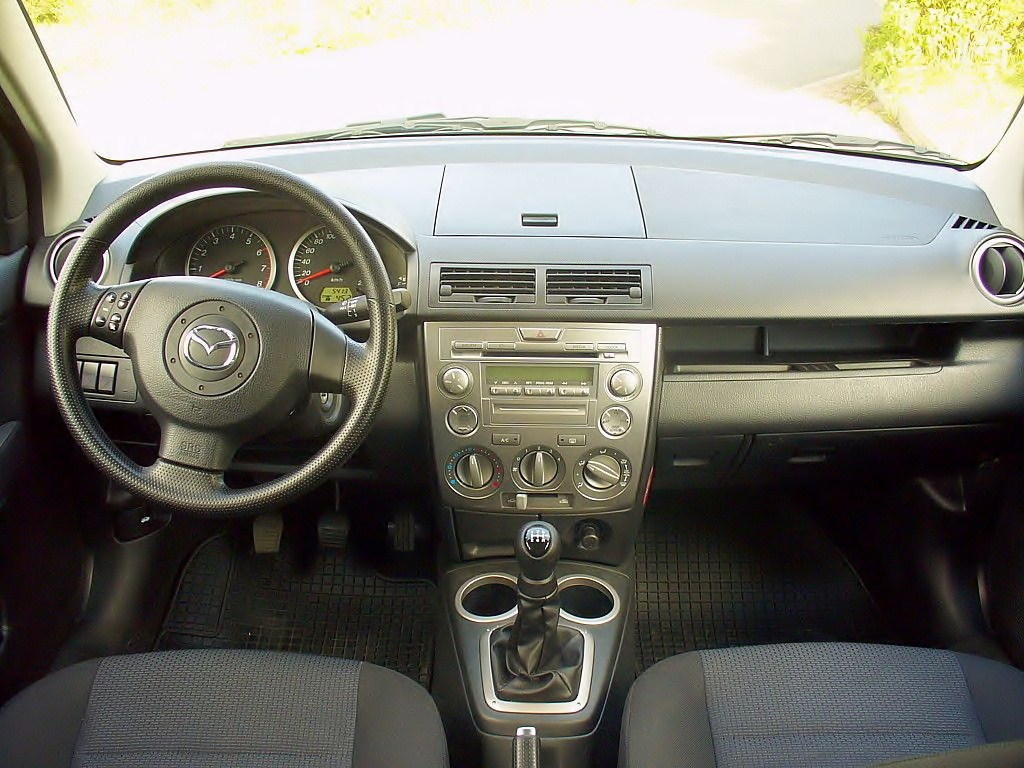
Mazda 2 I

Enfin la finition Elégance comprend tous les équipements des autres finitions plus : l’EPS (en option, sauf de série sur 1,6 l), des antibrouillards à l’avant, des barres de protection latérales couleur carrosserie, des jantes en alliage, des vitres arrière électrique, un système audio 6 haut-parleurs et un volant cuir.

### Motorisations
Au lancement en France, elle est disponible avec trois motorisations essence : un 1,25 litre de 75 ch d’origine Yamaha, un 1,4 litre de 80 ch et un 1,6 litre de 100 ch. Et avec un diesel 1,4 litre de 68 ch d’origine Ford/PSA.
Au Japon, la Demio est motorisée avec un 1,3 litre de 91 ch de et un 1,5 litre de 113 ch. Elle peut aussi disposer d’une transmission intégrale. La Demio est disponible en trois niveaux de finition.
| Logo de Mazda      | Logo de Mazda | Europe | Europe | Europe | Europe     | Japon | Japon |
| Logo de Mazda      | Logo de Mazda | 1.25   | 1.4    | 1.6    | 1.4 MZR-CD | 1.3   | 1.5   |
| ------------------ | ------------- | ------ | ------ | ------ | ---------- | ----- | ----- |
| Type (1)           | Type (1)      | L4     | L4     | L4     | L4         | L4    | L4    |
| Cylindrée          | cm3           | 1 242  | 1 388  | 1 596  | 1 399      | 1 348 | 1 498 |
| Puissance fiscale  | CV            | 5      | 5      | 6      | 4          | -     | -     |
| Puissance maximale | ch            | 75     | 80     | 100    | 68         | 91    | 113   |
| Couple             | N m           | 110    | 124    | 146    | 160        | 124   | 140   |
| Masse              | kg            | 1 050  | 1 050  | 1 070  | 1 080      | 1 080 | 1 100 |
| Conso. normalisée  | l/100 km      | 6,3    | 6,6    | 6,7    | 4,7        | -     | -     |
| Vitesse maximale   | km/h          | 163    | 164    | 181    | 160        | -     | -     |
| 0 à 100 km/h       | s             | 15,1   | 13,9   | 11,4   | 15,0       | -     | -     |

(1) L4 : moteur 4 cylindres en ligne.

## Deuxième génération DE (2007-2014)
Présentée à la mi-2007, la deuxième génération de Mazda 2 est lancée à la fin de la même année en cinq portes.
La Mazda2 de deuxième génération a été lancée au Salon automobile de Genève 2007, et plus tard au Salon international de l'automobile de Shanghai 2007.
Elle se distingue totalement de la première génération (design Boxy-Car) en adoptant un nouveau design qui s'affirmera en 2010 avec le concept nommé Kodo design - L’Âme du Mouvement. Elle s'appelle toujours Demio au Japon où elle est désormais construite (Hiroshima). À noter qu'elle partage sa plateforme avec la Ford fiesta.
Une version trois portes est lancée en 2008 alors que pour le marché chinois elle se décline aussi en trois volumes 4 portes. Elle conserve alors l'empattement des 3 et 5 portes mais l'étirement du porte-à-faux arrière fait passer la longueur hors tout à 4,27 m. Elle est produite dans l'usine Changan Ford Mazda Automobile Co., Ltd de Nankin.
Enfin, la Mazda 2 est également pour la première fois diffusée sur le marché nord-américain, depuis 2010. Et elle a profité d'un remodelage fin 2010 pour redessiner sa calandre et ses phares.

### Édition Yozora
Cette édition spéciale et limitée de la Mazda2 (Yozora : ciel nocturne en japonais / 500 exemplaires) a été lancée exclusivement au Canada en 2011 lors de l'arrivée de la Mazda2 sur le marché Nord-Américain.

### Finitions
L'équipement est disponible en trois finitions [Où ?][Quand ?]:
- Harmonie
- Élégance
- Performance

### Galerie

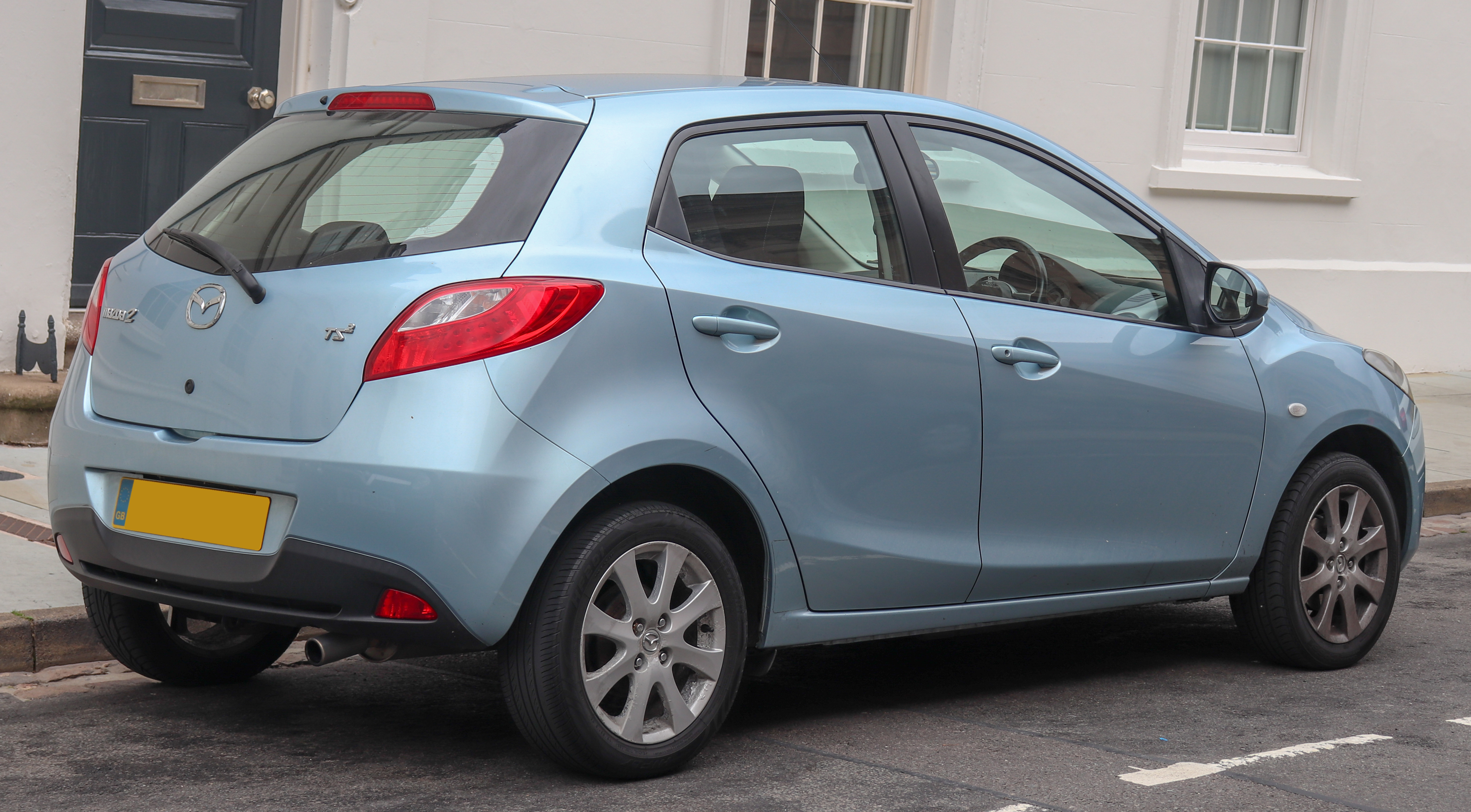
Mazda 2 II phase 1 5 portes
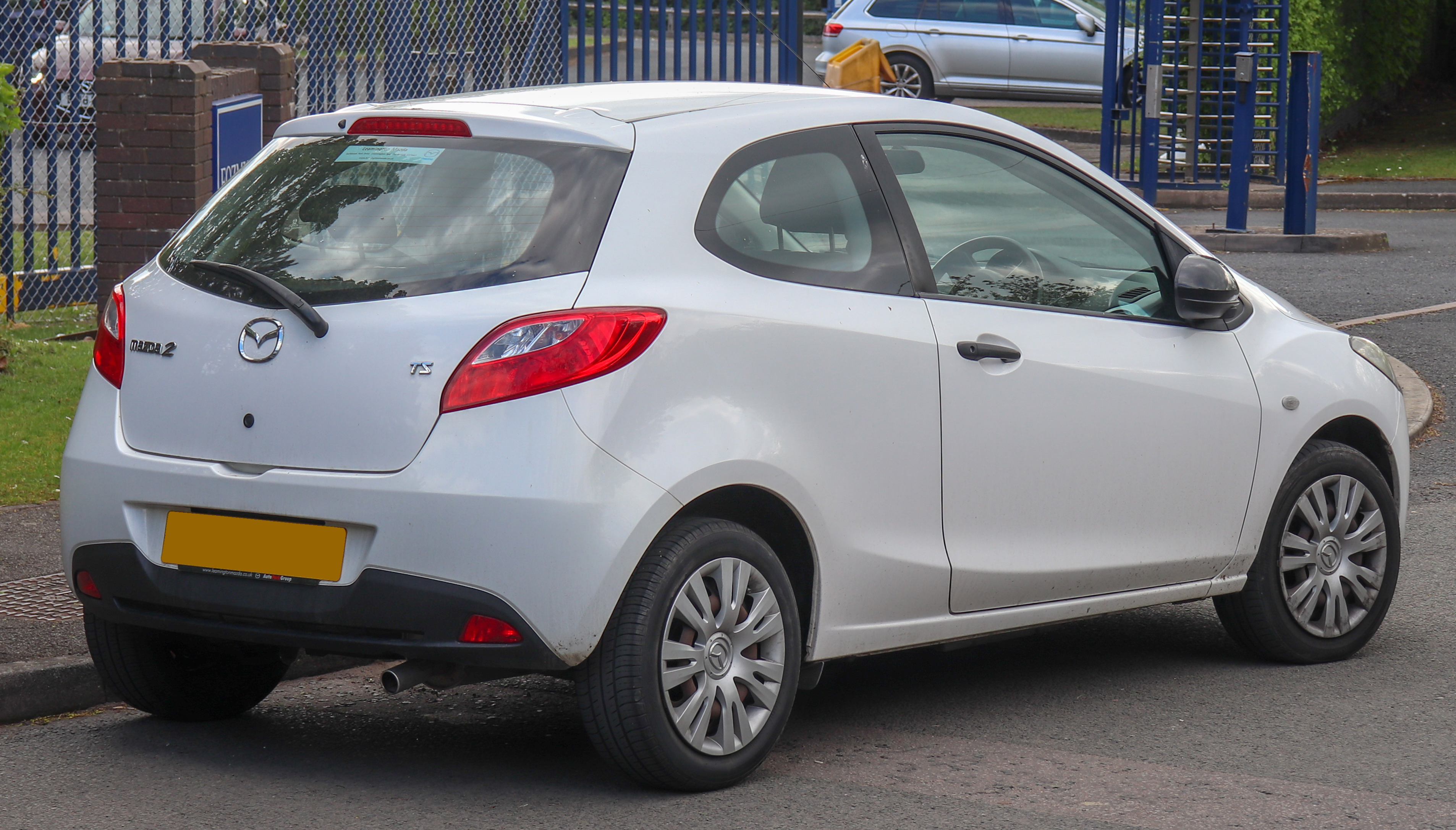
Mazda 2 II phase 1 3 portes
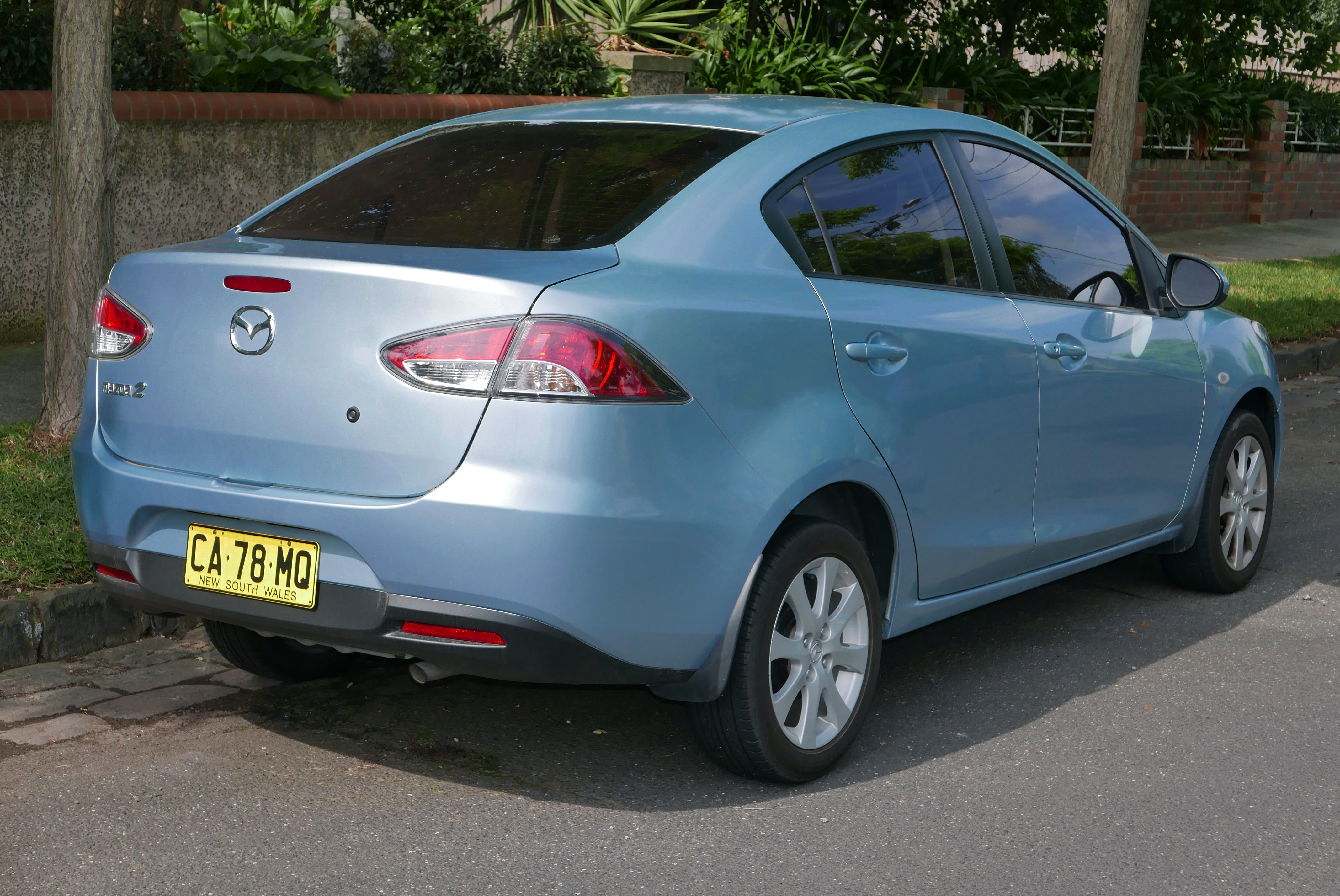
Mazda 2 II phase 1 4 portes
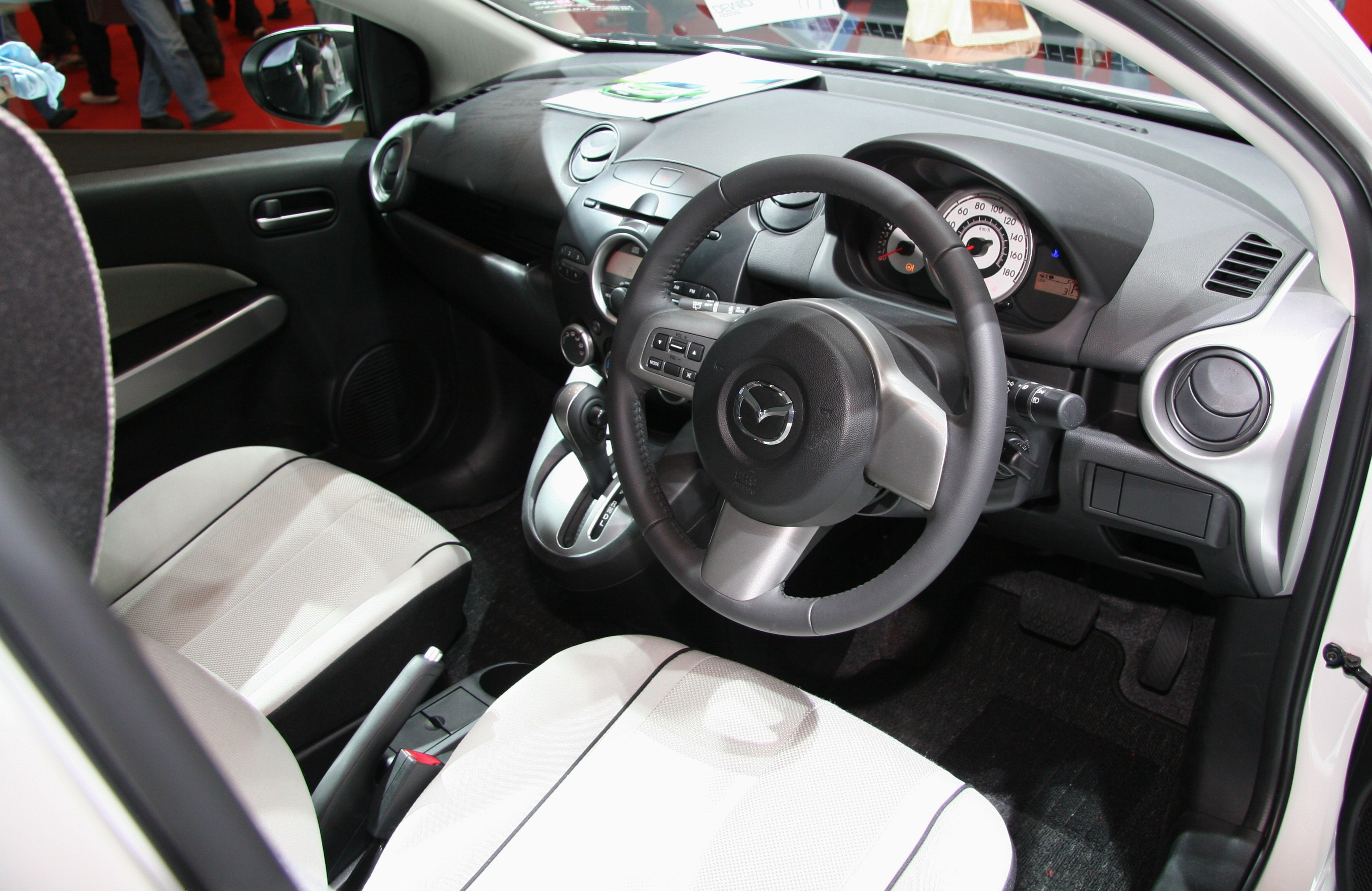
Mazda 2 II intérieur
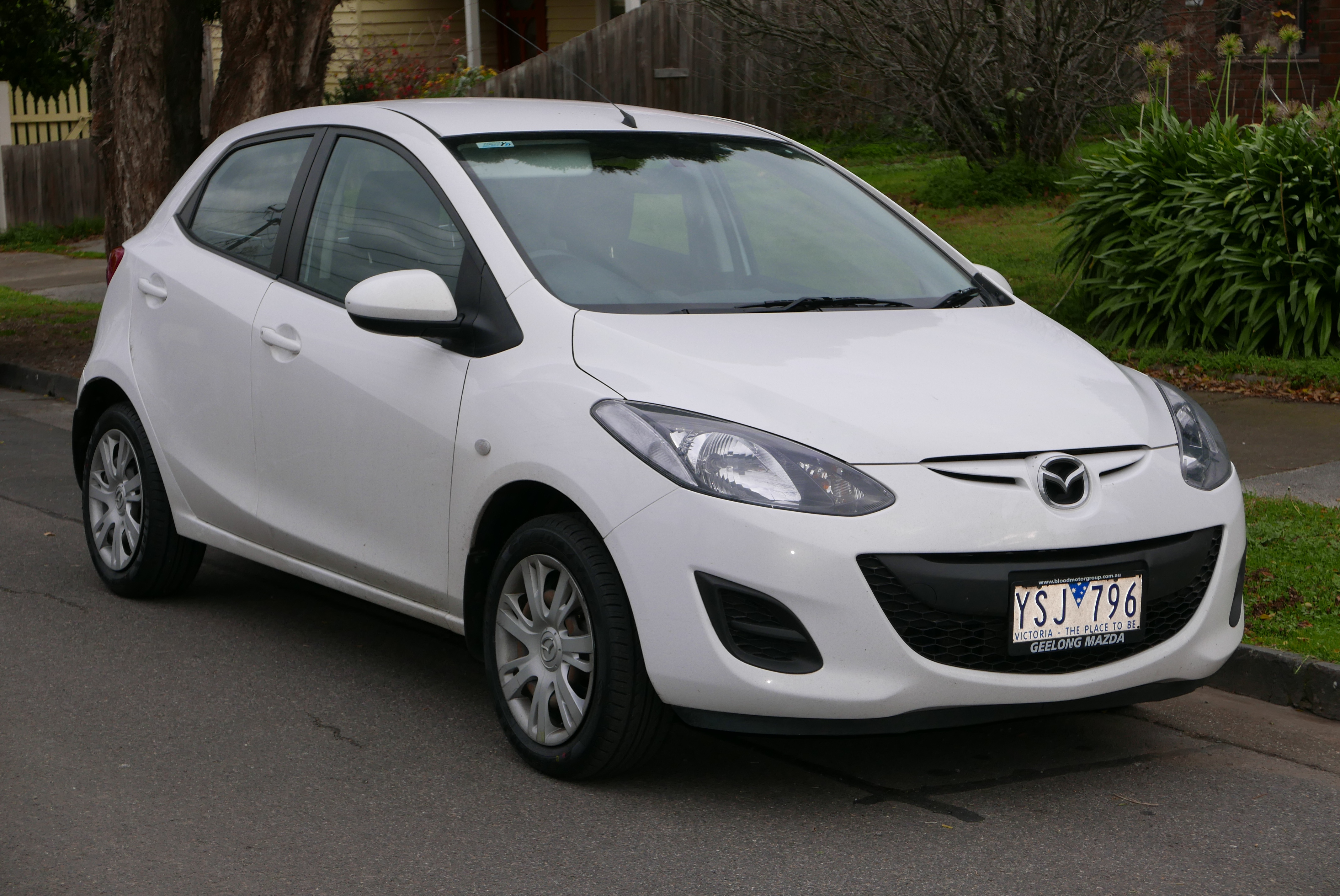
Mazda 2 II phase 2 5 portes

## Troisième génération DJ (2015- )
Après un concept-car proche de la série présenté au salon de l’automobile de Genève en mars 2014, le constructeur japonais Mazda présente la quatrième génération de la Demio et troisième de Mazda 2 en novembre de la même année en Europe pour une commercialisation début 2015.

### Phase 1

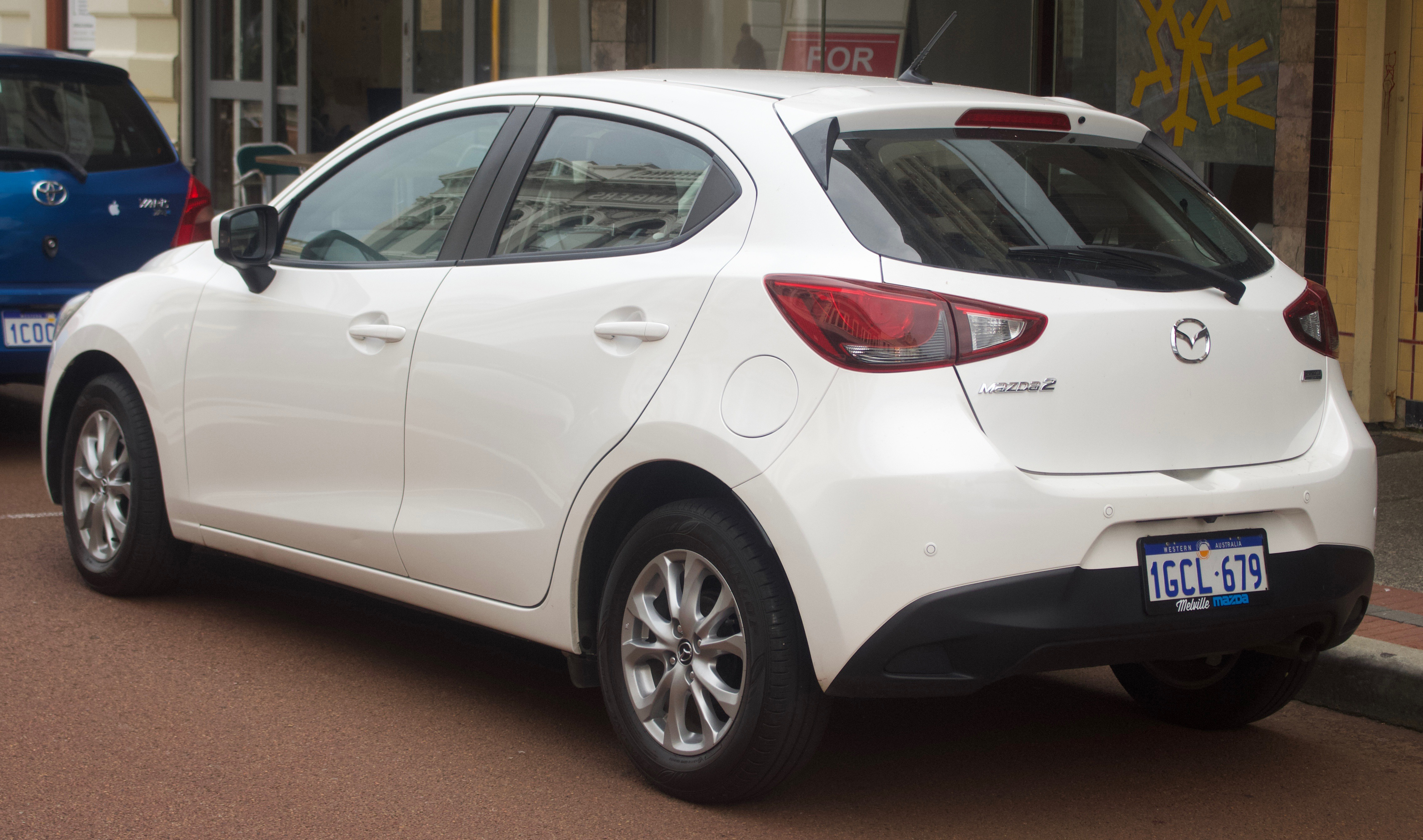
Mazda 2 III phase 1 5 portes

La Mazda 2 reprend le style Kodo Design des précédentes créations de la marque. Ses dimensions sont en nette hausse par rapport à la précédente Mazda 2 puisqu’elle s'allonge de 14 cm pour atteindre les 4,06 mètres. De plus, elle mesure 1,695 mètre en largeur et 1,495 mètre en hauteur.

D'un point de vue technique, elle réutilise la plate-forme modulaire inaugurée sur le Mazda CX-5, puis repris sur la 6 et la 3 ensuite. Elle est disponible en essence avec un moteur 1,5 litre ajusté en trois niveaux de puissance : 75, 90 et 115 ch et en diesel, d’un tout nouveau 1,5 litre de 105 chevaux. La puissance est transmise aux roues avant via une boîte de vitesses manuelle Skyactiv-MT à 5 ou 6 rapports, ou d'une transmission automatique Skyactiv-Drive 6 rapports.

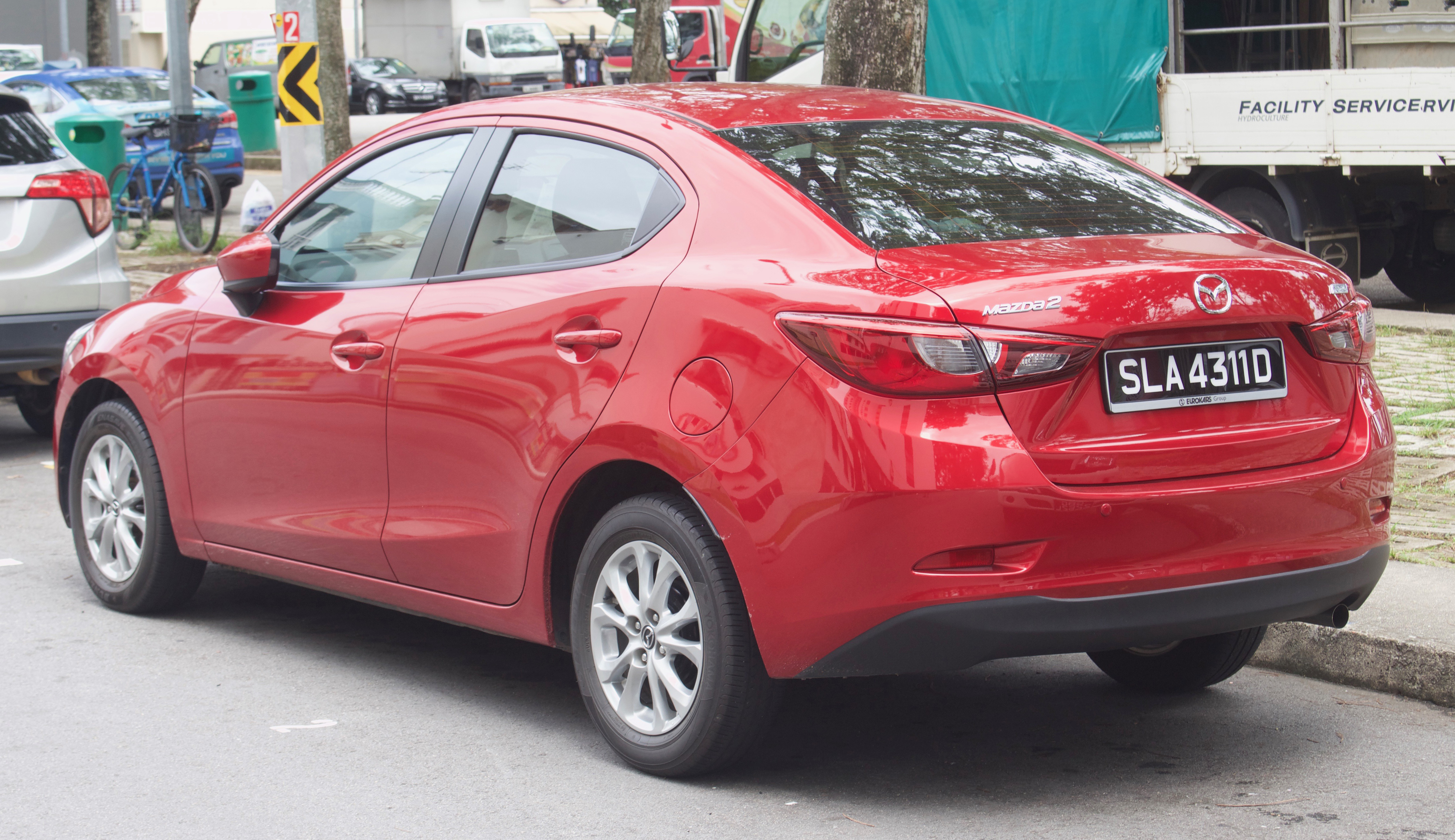
Mazda 2 III phase 1 4 portes
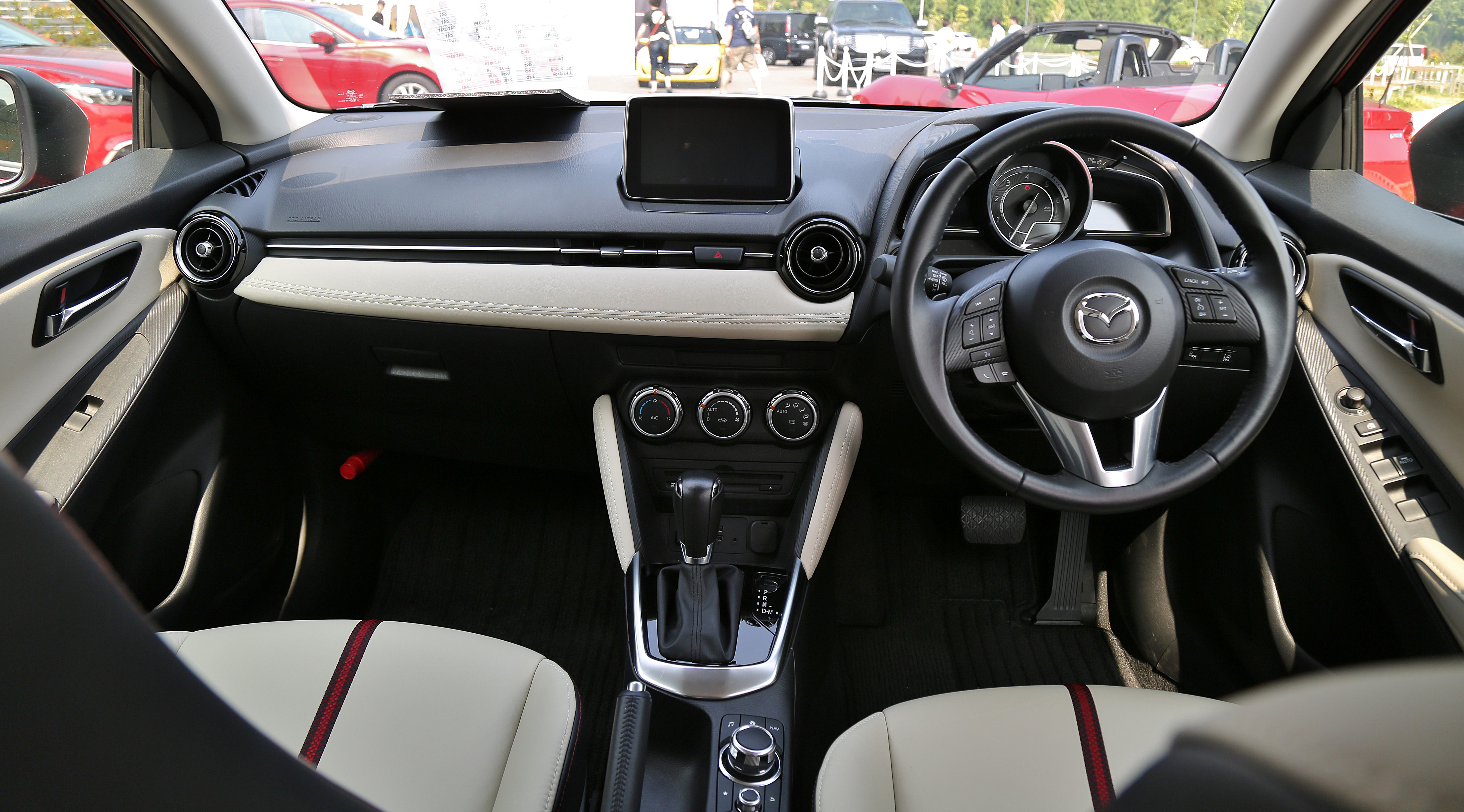
Mazda 2 III phase 1 intérieur

#### Motorisations
| Moteur       | Puissance maximale kW (ch) à (tr/min) | Couple maximal N m à (tr/min) | Transmission | Consommation mixte L/100 km | Rejet de CO2 g/km |
| ------------ | ------------------------------------- | ----------------------------- | ------------ | --------------------------- | ----------------- |
| Essence      |                                       |                               |              |                             |                   |
| 1.5 SkyActiv | 55 (75) à 6 000                       | 135 à 3 800                   | BVM5         | 4.7                         | 110               |
| 1.5 SkyActiv | 66 (90) à 6 000                       | 148 à 4 000                   | BVM6/BVA6    | 4.5/4.8                     | 105/112           |
| 1.5 SkyActiv | 85 (115) à 6 000                      | 148 à 4 000                   | BVM6         | 4.9                         | 115               |
| Diesel       |                                       |                               |              |                             |                   |
| 1.5 SkyActiv | 77 (105) à 4 000                      | 220 à 1 400-3 200             | BVM6         | 3.4                         | 89                |

#### Finitions
Finitions disponibles [Où ?][Quand ?]:
- Harmonie
- Élégance
- Dynamique
- Sélection

##### Série spéciale
- Exclusive Edition

### Phase 2
En juillet 2019, Mazda restyle sa citadine. La face avant est légèrement remaniée, le bouclier est simplifié et s'horizontaliste, tandis que la calandre adopte un motif en clous.
À l'intérieur, l'écran tactile reçoit désormais la comptabilité Android Auto et Apple CarPlay. Elle peut recevoir un volant chauffant, une lecture des panneaux ainsi qu'un système de vision 360°.
Les blocs essence de 75 et 90 ch reçoivent une hybridation légère avec un alterno-démarreur (M Hybrid), et la version 115 ch disparaît du catalogue tout comme le moteur diesel.

Alors que le constructeur vient de lancer une nouvelle génération de sa citadine nommée Mazda 2 Hybrid (qui est une Toyota Yaris Hybrid rebadgée), celui-ci présente en mars 2022 une mise à jour de la Mazda 2 qui continue sa commercialisation en parallèle de cette 4e génération. La motorisation e-Skyactiv G 115 ch fait son retour sur la Mazda 2, uniquement sur les deux plus hautes finitions. 

Mazda 2 III phase 2 5 portes
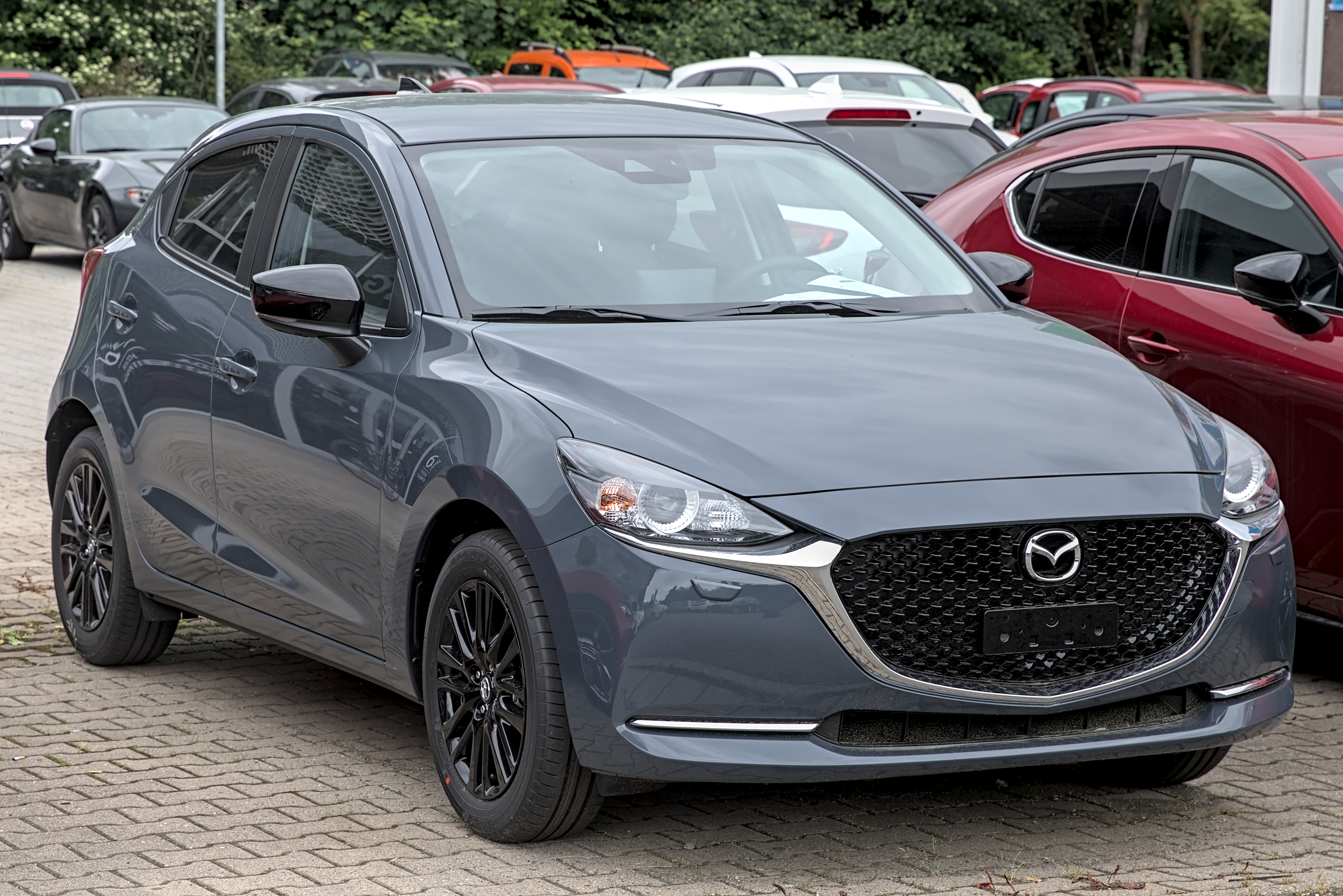
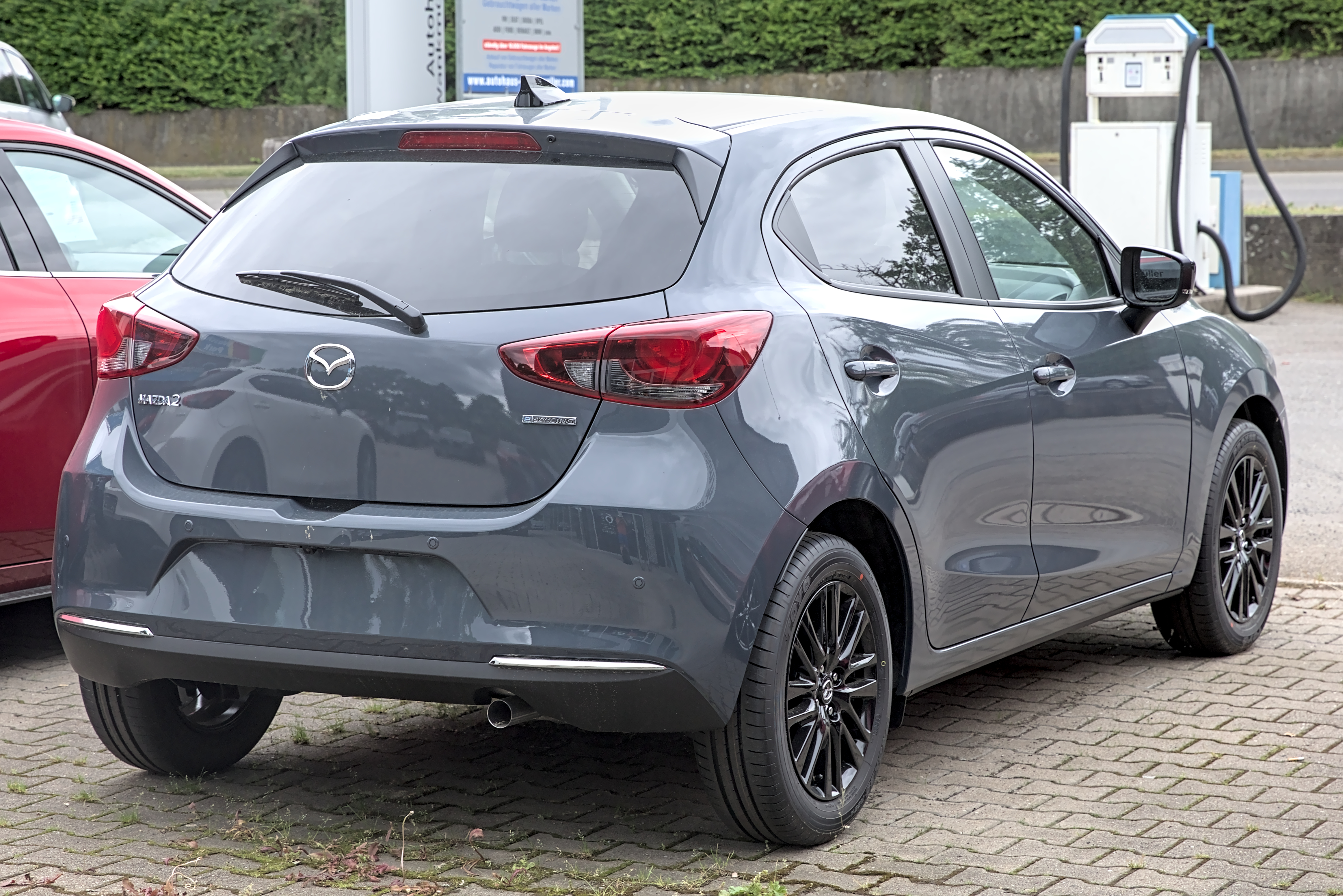

#### Motorisations
|                                                   | 1.5 SkyActiv-G 90 Hybrid              | 1.5 SkyActiv-G 90                     |
| Moteur                                            | 4-cylindres en ligne essence          | 4-cylindres en ligne essence          |
| Admission                                         | Atmosphérique                         | Atmosphérique                         |
| Cylindrée (cm3)                                   | 1496                                  | 1496                                  |
| Puissance maximale (ch (kW))                      | 90 (66)                               | 90 (66)                               |
| au régime de (tr/min)                             | 6 000                                 | 6 000                                 |
| Couple maximal (N m)                              | 148                                   | 148                                   |
| au régime de (tr/min)                             | 4 000                                 | 4 000                                 |
| Boîte de vitesses                                 | Manuelle                              | Automatique                           |
| Transmission                                      | Traction                              | Traction                              |
| Vitesse maximale (km/h)                           | 183                                   | 177                                   |
| 0-100 km/h (s)                                    | 9,8                                   | 12,0                                  |
| Consommation (L/100 km) urbain/extra-urbain/mixte | (NEDC) 3,7/4,1/4,8 (WLTP) 6,4/4,5/5,3 | (NEDC) 4,7/5,2/6,0 (WLTP) 7,5/5,1/5,9 |
| Émissions de CO2 (g/km)                           | (NDEC) 94 (WLTP) 120                  | (NDEC) 118 (WLTP) 133                 |
| Capacité du réservoir (L)                         | 44                                    | 44                                    |
| Masse à vide (kg)                                 | 1 066                                 | 1 071                                 |
| Norme environnementale                            | Euro 6d                               | Euro 6d                               |

#### Finitions
- Élégance
- Signature
- Sélection
- Exclusive Edition

##### Séries limitées
- 100e anniversaire (2020)[8] qui rend hommage à la première voiture de tourisme du constructeur : la Mazda R360.
- Homura (2022)[9] avec un look sportif

### Phase 3
Un nouveau restylage intervient en 2023. Il est d'abord présenté et commercialisé au Japon en janvier, où le modèle est désormais doté de nombreuses possibilités de personnalisation. Aussi, les boucliers sont revus, ainsi que la calandre qui est désormais proposée avec plusieurs habillages, dont un plein. L'écran tactile est agrandi, il mesure 8".

Mazda 2 III phase 3 5 portes
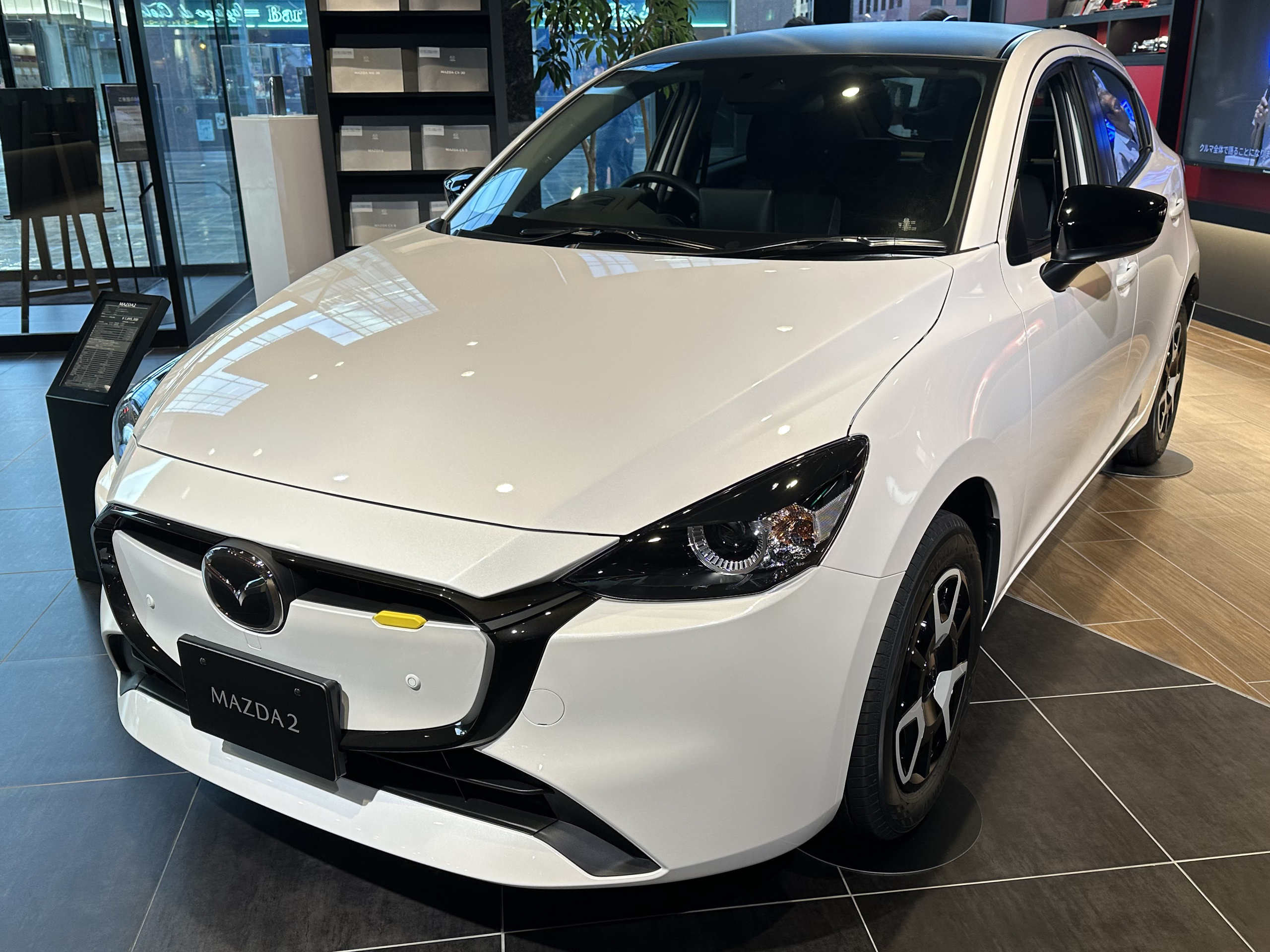
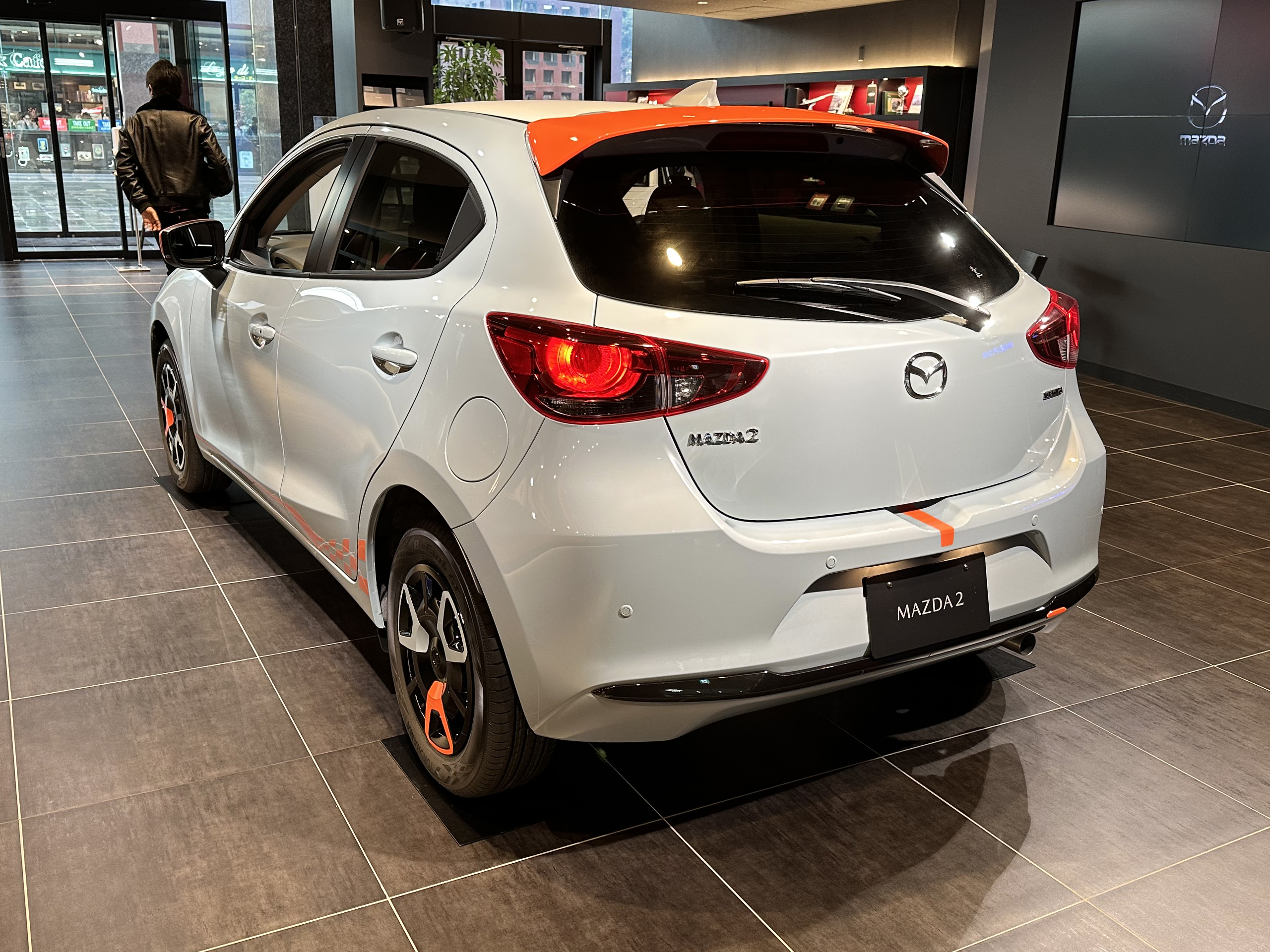

#### Motorisations
| Moteur                     | 4 cylindres en ligne       | 4 cylindres en ligne          | 4 cylindres en ligne       |
| Admission                  | Atmosphérique              | Atmosphérique                 | Atmosphérique              |
| Cylindrée (cm³)            | 1 496                      | 1 496                         | 1 496                      |
| Puissance maximale ch (kW) | 90 (66)                    | 90 (66)                       | 115 (85)                   |
| au régime de (tr/min)      | 6 000                      | 6 000                         | 6 000                      |
| Couple maximal (N m)       | 151                        | 151                           | 151                        |
| au régime de (tr/min)      | 3 500                      | 3 500                         | 3 500                      |
| Boîte de vitesses          | Manuelle 6 rapports (BVM6) | Automatique 6 rapports (BVA6) | Manuelle 6 rapports (BVM6) |
| Transmission               | Traction                   | Traction                      | Traction                   |
| Vitesse maximale (km/h)    | 183                        | 177                           | 200                        |
| 0-100 km/h (s)             | 9.8                        | 12.1                          | 9.1                        |
| Consommation (ℓ/100 km)    | 5,1/4,5/4,7                | 5,9/5,0/5,4                   | 5,3/4,8/5,0                |
| Émissions de CO2 (g/km)    | 107                        | 122                           | 113                        |
| Capacité du réservoir (ℓ)  | 44                         | 44                            | 44                         |
| Masse à vide (kg)          | 1112                       | 1114                          | 1120                       |
| Norme environnementale     | Euro 6                     | Euro 6                        | Euro 6                     |

#### Finitions
Finitions au lancement en France :
- Centre-Line
- Homura
- Exclusive-Line
- Homura Aka

### Dérivés Scion et Toyota en Amérique du Nord
En Amérique du Nord, la troisième génération de Mazda 2 est fabriquée et commercialisée au Mexique, mais n'est pas exportée vers le Canada ni les États-Unis (sauf le territoire non-incorporé de Porto Rico). De 2015 à 2020, dans le cadre d'un partenariat avec Mazda, le constructeur automobile japonais Toyota ainsi que sa marque Scion proposent des véhicules rebadgés dérivés de la Mazda 2 pour les marchés d'Amérique du Nord,.
Au Mexique, la version Toyota de la Mazda 2 était commercialisée sous le nom de Toyota Yaris R (il cohabitait au sein de la gamme avec la Yaris low-cost importée d'Asie du Sud).
Au Canada, le véhicule a uniquement été commercialisé sous l'appellation de Toyota Yaris Sedan.
Aux Etats-Unis, la situation est plus compliquée. La Mazda 2 4 portes est lancée en tant qu'ajout à la marque abordable de Toyota, Scion, sous le nom de Scion iA. Quelques mois plus tard, Toyota annonce abandonner la marque Scion, le modèle est alors renommé Toyota Yaris iA pour les années-modèle 2017 et 2018. Finalement, le nom est simplifié en Toyota Yaris Sedan pour les dernières années de commercialisation du véhicule (années-modèle 2019 et 2020).
Fin 2019, Toyota ne peut plus importer vers l'Amérique du Nord la Toyota Yaris européenne de troisième génération, à la suite du remplacement de celle-ci par la Toyota Yaris européenne de quatrième génération sur les chaines de montage. Afin de conserver une offre de citadine polyvalente à hayon au sein de sa gamme, la marque commence dès octobre 2019 à rebadger la Mazda 2 5 portes, sous le nom de Toyota Yaris Hatchback,.

Sur tous les marchés d'Amérique du Nord, la carrière des clones Toyota de la Mazda 2 de troisième génération est stoppée au cours de l'été 2020,,.

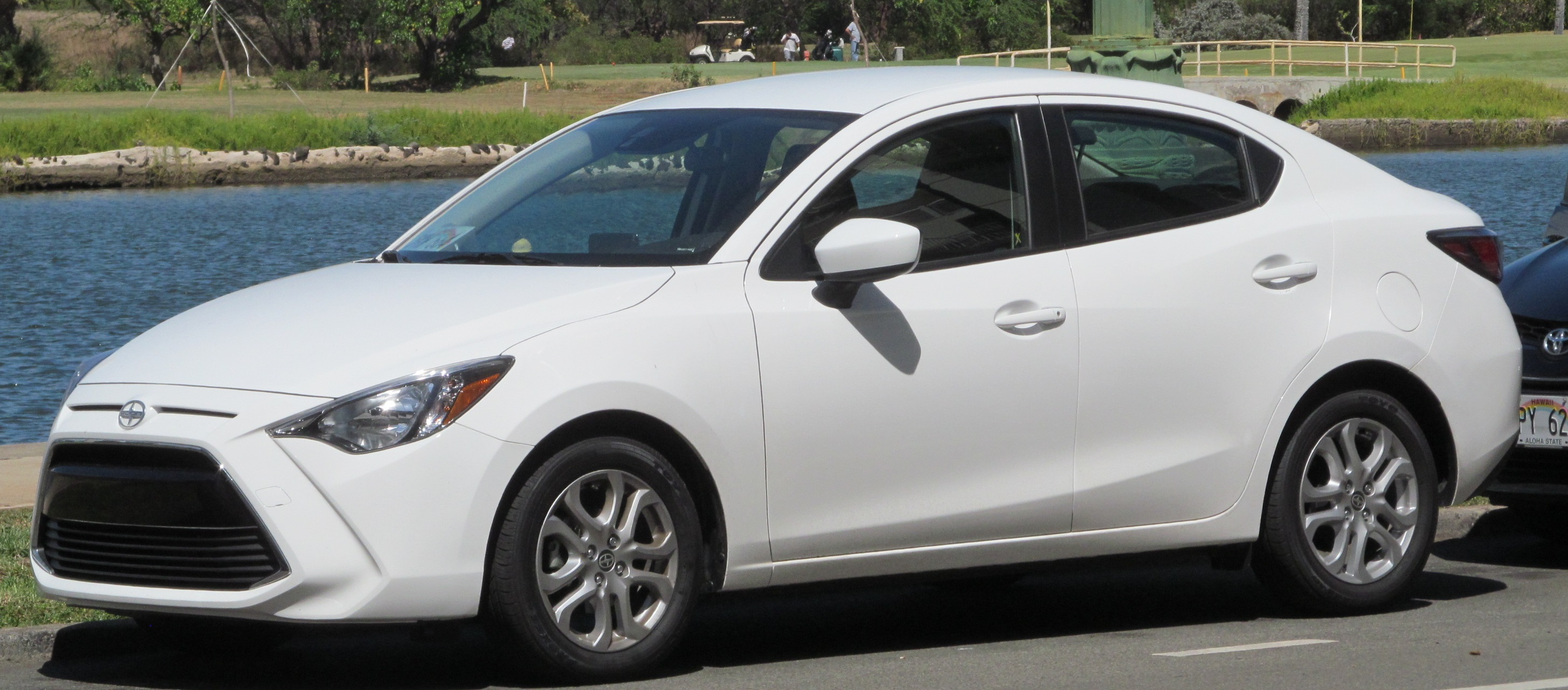
Scion iA
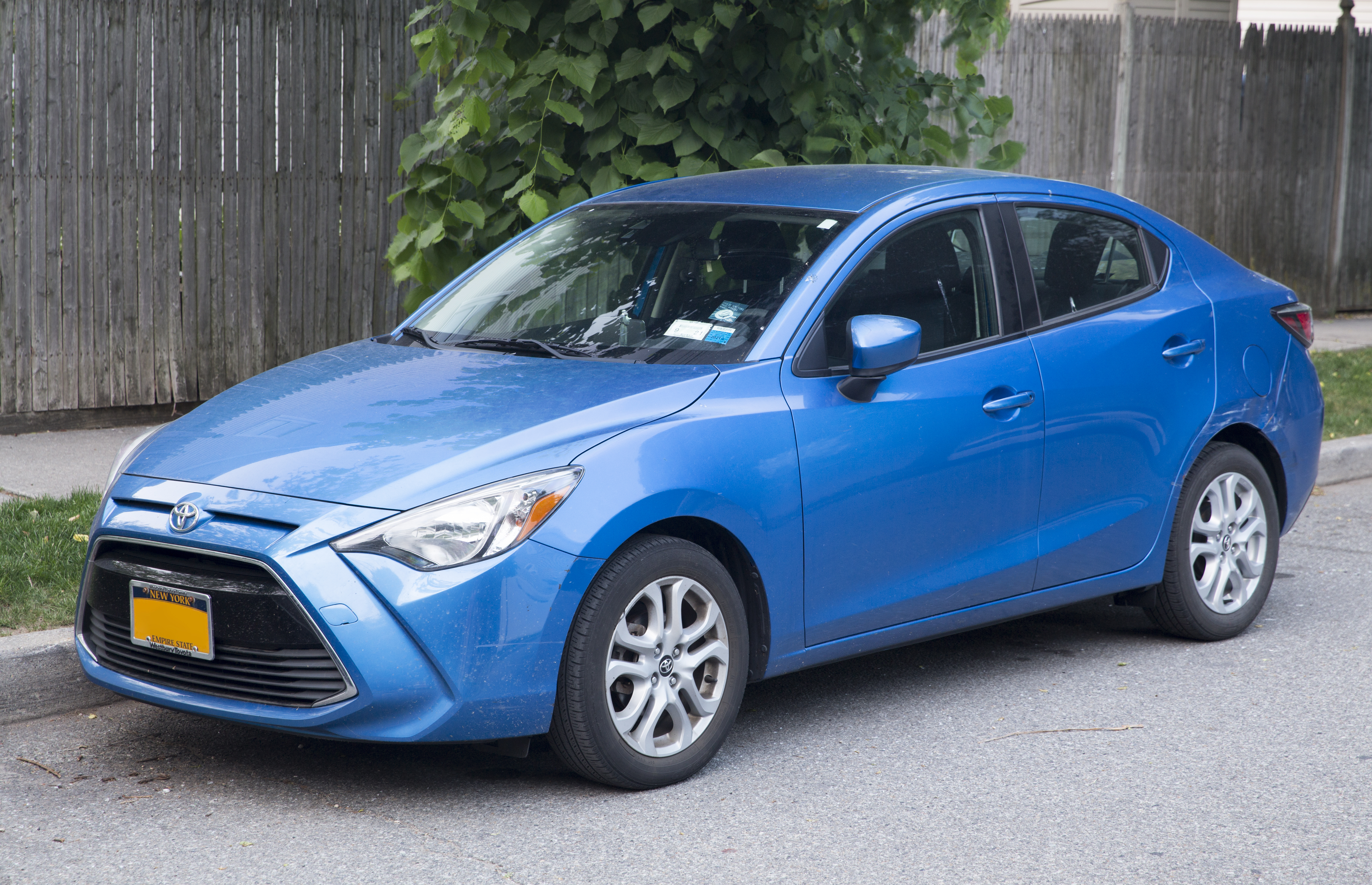
Toyota Yaris iA
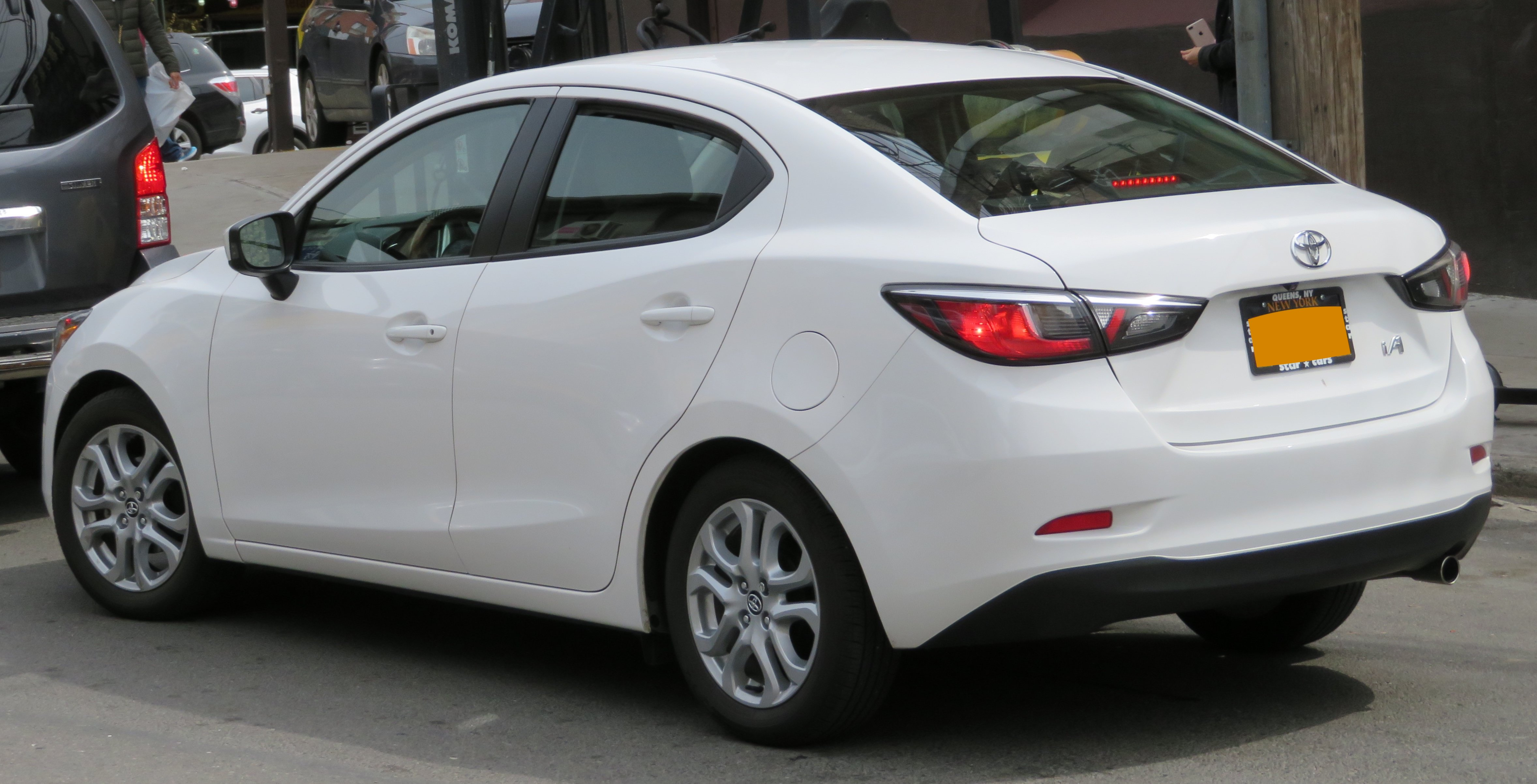
Toyota Yaris iA
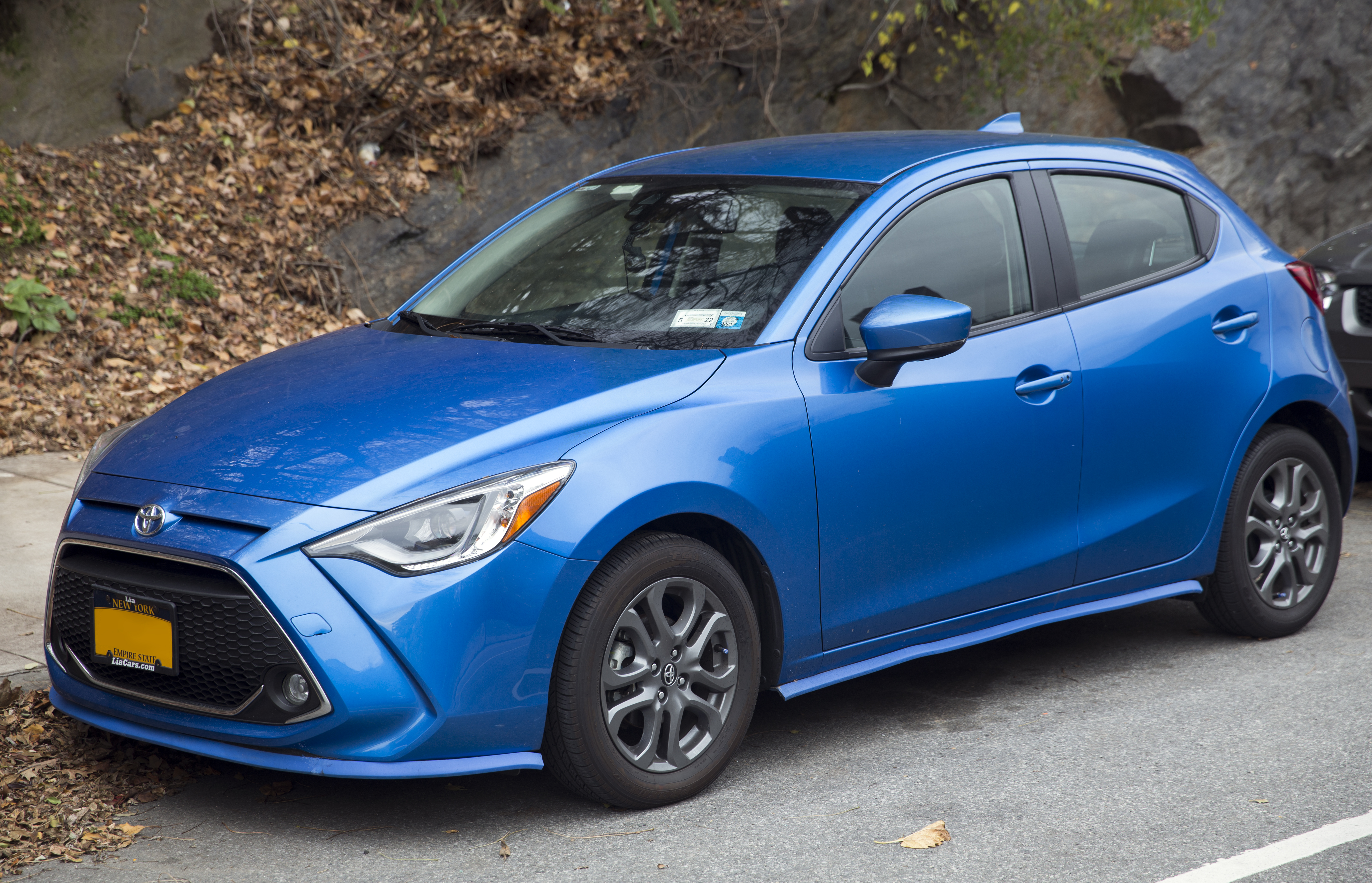
Toyota Yaris Hatchback
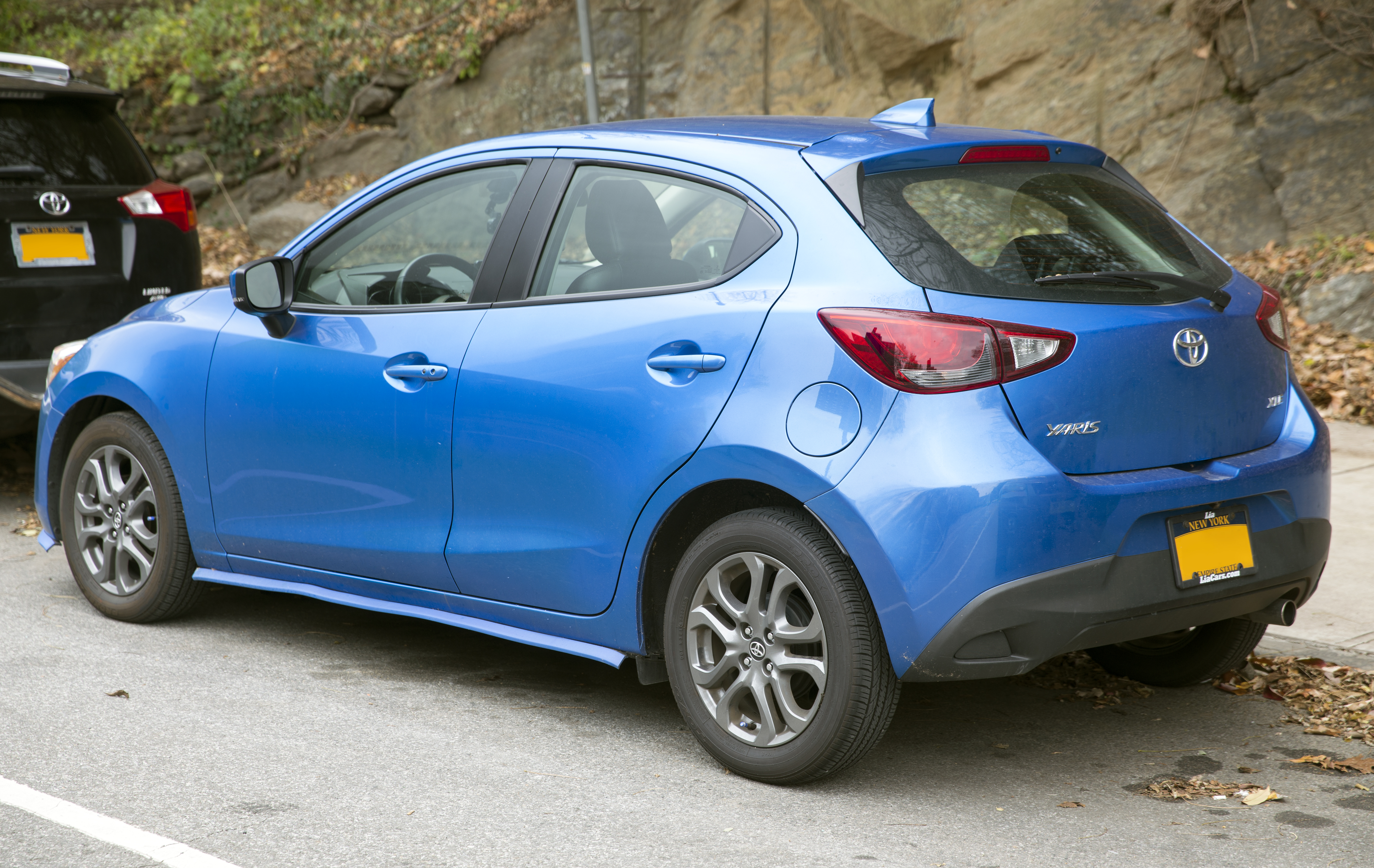
Toyota Yaris Hatchback

## Quatrième génération (2021-)
La 4e génération de Mazda 2 est présentée le 6 décembre 2021. Sa production démarre au même moment. Elle est une Toyota Yaris IV hybride (HEV) rebadgée par Mazda, fabriquée à l'usine Toyota d'Onnaing,.
Ce modèle est spécifique au marché européen et il est vendu en parallèle à la précédente génération. Son nom commercial est Mazda 2 Hybrid, afin d'éviter la confusion avec la précédente mouture qui reste au catalogue. Le lancement commercial intervient en mars 2022.

### Motorisation
|                              | 1.5 Hybrid 116                                              |
| Moteur                       | 3-cylindres en ligne essence                                |
| Admission                    | Atmosphérique                                               |
| Cylindrée (cm3)              | 1490                                                        |
| Puissance maximale (ch (kW)) | thermique : 92 (68) électrique : 82 (59) cumulée : 116 (85) |
| au régime de (tr/min)        | 5500                                                        |
| Couple maximal (N m)         | 120                                                         |
| au régime de (tr/min)        | 3600 à 4800                                                 |
| Boîte de vitesses            | e-CVT                                                       |
| Transmission                 | Traction                                                    |
| Vitesse maximale (km/h)      | 175                                                         |
| 0-100 km/h (s)               | 9,7                                                         |
| Consommation (L/100 km)      | 3,8                                                         |
| Émissions de CO2 (g/km)      | 87                                                          |
| Capacité du réservoir (L)    | 36                                                          |
| Masse à vide (kg)            | 1185                                                        |
| Norme environnementale       | Euro 6d                                                     |

### Finitions
Finitions au lancement en France :
- Pure
- Agile
- Select